# 월아이피시
월아이피시는 농어목 페르카과의 물고기이다.

## 특징

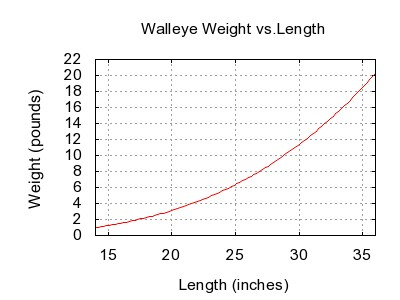
월아이피시의 몸길이와 몸무게 그래프

월아이피시의 몸색깔은 주로 올리브색과 금색이다. 월아이피시의 등쪽면은 올리브색이다. 월아이피시의 입은 크고 대부분 날카로운 이빨로 이루어져 있다. 첫번째 지느러미와 뒷지느러미는 아가미와 같이 가시가 있다. 월아이피시의 꼬리지느러미 돌출부는 흰색이고 꼬리지느러미 돌출부가 없는 소거피시와 구별된다.
월아이피시의 몸길이는 약 80cm로 자라고, 몸무게는 약 9kg이다. 월아이피시의 최대 기록은 몸길이 107cm이고 몸무게 13kg이다. 개체수는 그 범위의 발생 위치에 따라 부분적으로 달라진다. 일반적으로 암컷은 수컷보다 더 빠르게 성장한다. 월아이피시는 수십년동안 살수있다.
월아이피시가 성장하면서, 몸무게는 늘어난다.